# Ofelia (wieś)
Ofelia – wieś w Polsce, położona w województwie wielkopolskim, w powiecie chodzieskim, w gminie Margonin.